# Chocenice
Chocenice (deutsch Kotzenitz) ist eine Gemeinde mit 519 Einwohnern in Tschechien. Sie liegt fünf Kilometer südwestlich von Blovice und gehört zum Okres Plzeň-jih. Die Katasterfläche beträgt 1320 ha.

## Geographie
Der Ort befindet sich in 413 m ü. M. im Tal des Chocenický potok am westlichen Fuße der Chocenická skála (588 m). Chocenice liegt an zwei Teichen, dem Mlýnský und dem Vejsovský rybník. Durch das Dorf führt die Staatsstraße 20 von Pilsen nach Nepomuk.
Nachbarorte sind Kotousov im Norden, Stará Huť im Nordosten, Ždírec im Osten, Zhůř, Jarov, Měcholupy und Čabuzí im Süden, sowie Bzí, Dubíny, Na Samotě und Drahkov im Westen.

## Geschichte
Die erste urkundliche Erwähnung von Chocenice stammt aus einer Liste des Klosters Kladrub aus dem Jahre 1115. Bis ins 16. Jahrhundert besaßen die Sternberger den Ort und 1561 erwarb Jiřík Kokořovec von Kokořova auf Šťáhlavy die Grundherrschaft von Zdenko von Sternberg. Christoph Kokořovec ließ zwischen 1603 und 1615 eine Renaissancefeste errichten. Er verlor als Aufständischer seinen Besitz und wurde 1623 begnadigt. 1650 verkaufte seine Tochter Ludmila Eliška Molovcová von Kokořov Chocenice an Jan Václav Kocov, der den Besitz 1685 an Mark Josef Lenoy weiterveräußerte. Lenoy ließ die Feste zum Barockschloss umbauen.
Das Schloss diente später als Verwaltungsgebäude und zuletzt als Schule. Jetzt ist es leerstehend und unzugänglich.

## Gemeindegliederung
Zur Gemeinde Chocenice gehören die Ortsteile Chocenická Lhota (Kotzenitzer Lhota), Kotousov (Kotauschen) und Zhůř (Sursch) sowie die Weiler Landava und Hladoměř.

## Sehenswürdigkeiten
- Schloss Chocenice
- Feuerwehrmuseum
- Kapelle
- Statuen des Hl. Johannes von Nepomuk und des Hl. Adalbert im Schlosspark
- Naturpark Buková hora südöstlich des Dorfes